# Francišak Kušal
Francišak Kušal (n. 16 februarie 1895, Piaršai⁠(d), gubernia Minsk⁠(d), Imperiul Rus – d. 25 mai 1969, Rochester, New York, SUA) a fost un politician și general bielorus . A luptat în Primul Război Mondial, Războiul polono-sovietic, Invadarea Poloniei și Al Doilea Război Mondial. A fost căsătorit cu poeta bielorusă Natallia Arsiennieva.

## Biografie
S-a născut într-o familie de bieloruși romano-catolici la 16 februarie 1895 în apropiere de Vałožyn, la Piaršai, în Gubernia Minsk, Imperiul Rus.
După izbucnirea primului război mondial, Kušal a fost înrolat în armata rusă. A absolvit o școală militară de infanterie de la Vilnius în 1916 și a fost trimis pe Frontul de vest.
După Revoluția din Octombrie din 1917, Francišak Kušal s-a alăturat mișcării naționale belaruse care a cerut înființarea unei republici independente sau autonome din Belarus. În 1919, a fost arestat de autoritățile poloneze pentru activismul în sprijinul pro-independenței Belarusului.
Între 1919-1921 Kušal a fost șef adjunct al Comisiei Militare din Belarus, un organism care a organizat unități militare naționale din Belarus în cadrul armatei poloneze. După războiul polono-sovietic, s-a alăturat armatei poloneze și a absolvit o școală de ofițeri în 1922. În anii 1920 și 1930 a fost director și lector la diferite școli militare. El a fost promovat la Căpitan și a acordat Crucea de Argint de Merit.
După atacul sovietic asupra Poloniei, în 1939, Kušal a fost comandantul unui batalion polonez care a luptat cu armata germană lângă Lviv. A fost arestat de sovietici și dus într-un lagăr de concentrare lângă Starobilsk și apoi în închisoarea Butirka din Moscova. La începutul lui 1941, a fost eliberat și s-a dus la Białystok, care atunci făcea parte din Republica Sovietică Socialistă Belarusă.
După invazia Germaniei naziste a Uniunii Sovietice, Kušal a lucrat ca director al unei școli de pregătire a poliției auxiliare din Belarus, apoi a lucrat în diverse funcții de conducere ale unităților locale de autoapărare și poliție din Belarus și a organizat cursuri de pregătire pentru ofițerii bieloruși. În 1943, Kušal a devenit membru al Consiliului Central al Belarusului (în belarusă Беларуская Цэнтральная Рада), ca responsabil cu problemele militare. Începând din martie 1944, a fost șeful Apărării Naționale a Belarusului (în belarusă Беларуская краёвая абарона, BKA) - o armată belarusă de la 25 de mii până la 50 de mii de bărbați, pentru a cărei fondare au fost de acord omologii germani în ultima etapă a războiului.
După retragerea germanilor din Belarus, Kušal și unitățile sale militare au părăsit și țara. Unitățile din Belarus au fost reorganizate în unități ale Waffen-SS. În aprilie 1945, Kusal și unitățile sale s-au predat militarilor americani din Bavaria. El a condus Lagărul de Imigranți în Michelsdorf din Districtul Cham, Germania. Mai târziu, Kusal a trăit în München.
Ca cetățean polonez înainte de anul 1939, Kushal nu a fost predat sovieticilor după sfârșitul războiului în 1945. În 1950, Kušal a emigrat în SUA. În exil, a fost un membru activ al comunității belaruse din Statele Unite americane din Belarus și al organizațiilor politice belaruse. Din 1952 până în 1954 a fost liderul Asociației Belarus-Americane.

## Familie
În 1944, împreună cu soția sa s-a stabilit în Germania și în anii 1950 s-a mutat în Statele Unite ale Americii.
Cei doi soți,  Francišak Kušal și Natallia Arsiennieva, au avut doi fii. Jarasłaŭ a murit într-un bombardament sovietic asupra teatrului din Minsk. Włodzimierz a emigrat cu părinții săi în Statele Unite.

## Legături externe
- ru  Biografia lui Francišak Kušal